# Sally Mayer

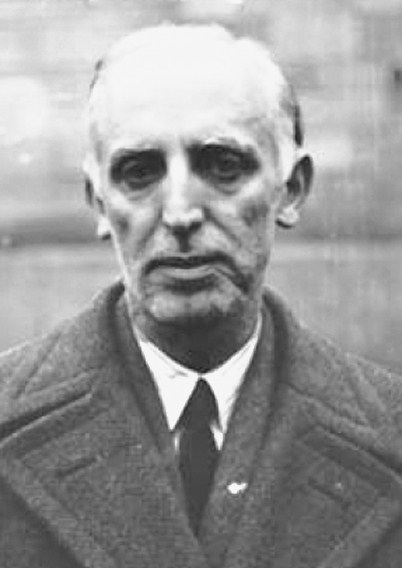
Sally Mayer (Nov. 1938)

Sally Mayer (* 7. Juni 1889 in Mayen, Rheinprovinz; † wahrscheinlich Oktober 1944 im KZ Auschwitz-Birkenau) war ein deutscher Arzt jüdischer Abstammung und zuletzt Leiter des Kranken- und Altersheimes der „Israelitischen Kranken- und Pfründnerhausstiftung“ in Würzburg. Er begleitete auf eigenen Antrag seine letzten Patienten ins Ghetto Theresienstadt.

## Leben

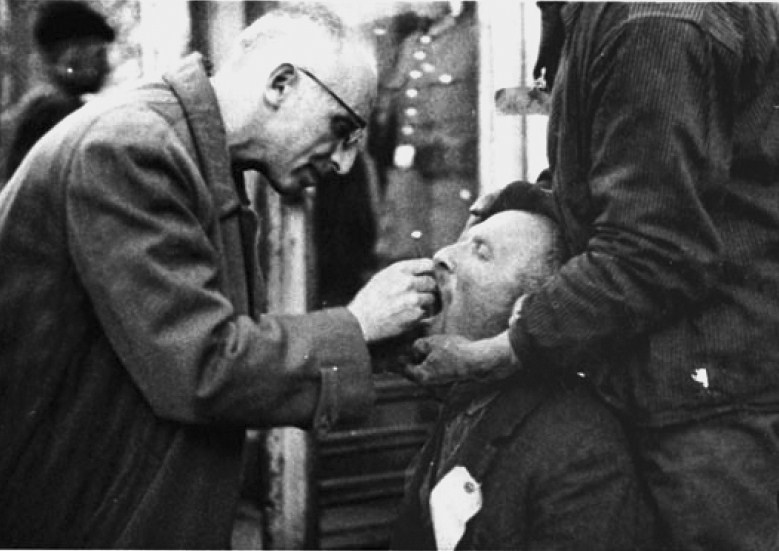
Sally Mayer (links) bei der Behandlung eines zur Deportation ins KZ bestimmten jüdischen Patienten in Würzburg (April 1942)

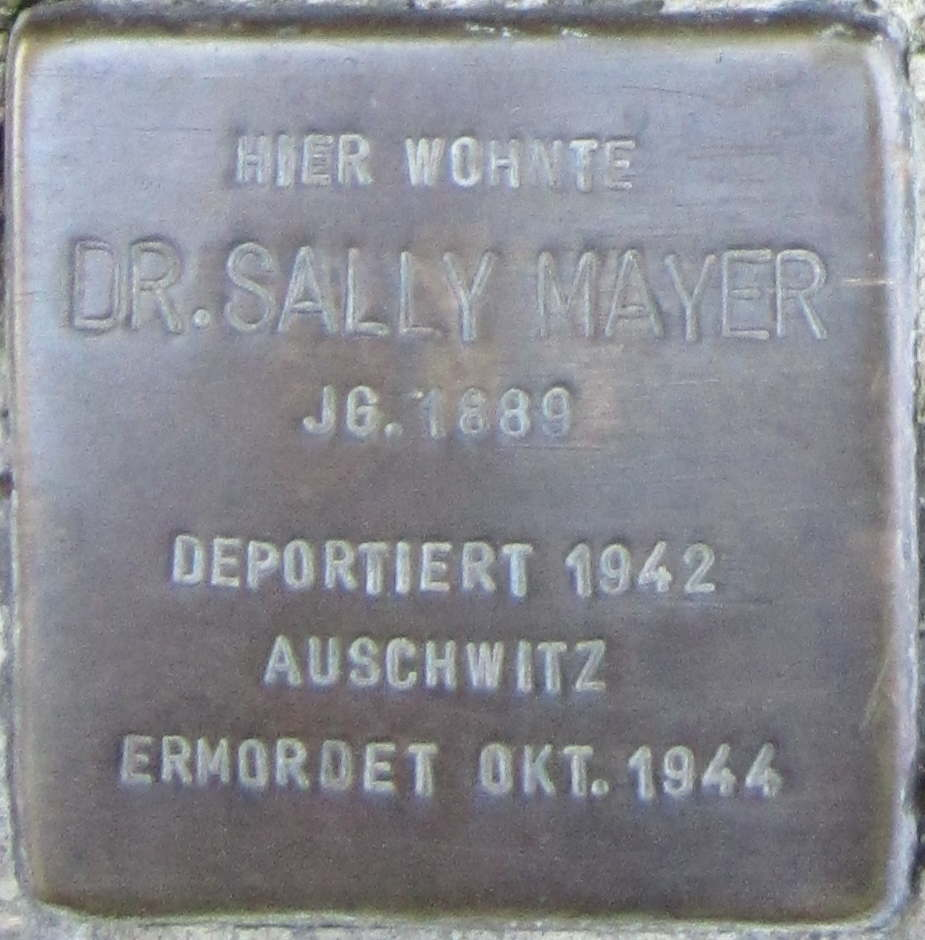
Stolperstein für Dr. Sally Mayer (Konradstraße 7, Würzburg)

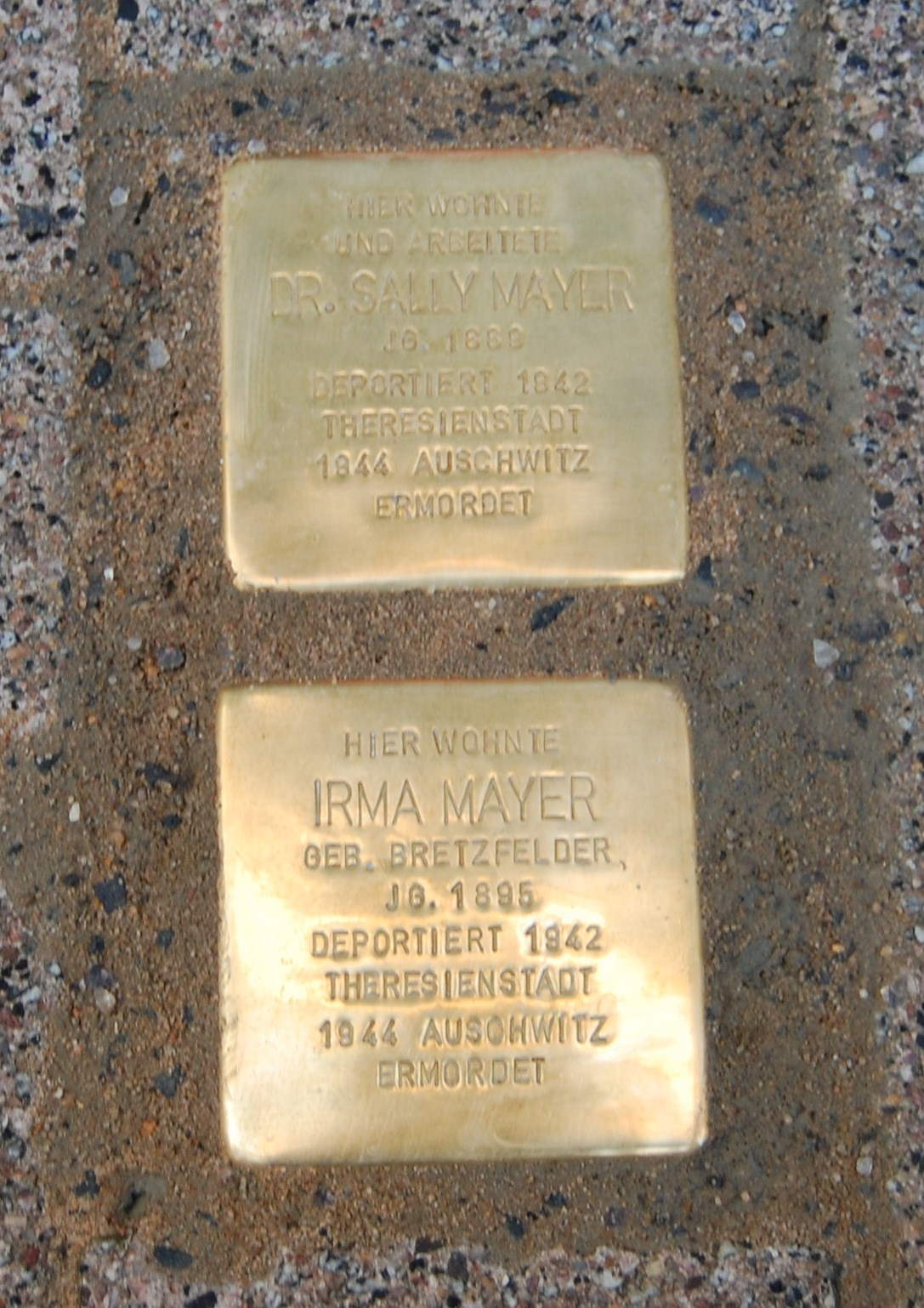
Stolpersteine für Sally und Irma Mayer (Kurhausstraße 12, Bad Kissingen)

Sally Mayer war der Sohn des Metzgermeisters Daniel Mayer und der Sybilla Gottschalt in Mayen. Nach dem Besuch der Volksschule und des Gymnasiums studierte er Medizin an der Universität Würzburg. Nach dem Staatsexamen im Jahr 1913 absolvierte er ein einjähriges Praktikum in Köln. Während dieser Zeit veröffentlichte er im Mai 1914 seine Dissertation zum Thema „Weitere Beiträge zum Studium über Heugärung“. Nach dem Praktikum wurde er Assistenzarzt am Städtischen Krankenhaus in Fürth (Mittelfranken).
Im Oktober 1914 meldete er sich im Ersten Weltkrieg als Freiwilliger zur Bayerischen Armee und war von Mai 1915 Unterarzt im 2. Königlich Bayerischen Pionierbataillon. Im letzten Kriegsjahr 1918 war er als Stabsarzt tätig. Schon im zweiten Kriegsjahr 1915 hatte er eine Verwundung am Oberschenkel erlitten und später noch zwei Gasvergiftungen. Für seine Verdienste erhielt Mayer das Eiserne Kreuz II. und I. Klasse, den Bayerischen Militärverdienstorden, das Verwundetenabzeichen und 1934 das von Reichspräsident Paul von Hindenburg gestiftete Ehrenkreuz des Weltkrieges, das sogenannte „Frontkämpferkreuz“ für Teilnehmer des Ersten Weltkrieges.
Nach Kriegsende lebte er wieder in Fürth und nahm seine Anstellung als Assistenzarzt erneut auf. Ende des Jahres 1920 ließ er sich in Fürth als praktischer Arzt nieder und wurde Mitglied in der Einwohnerwehr – wohl im Einsatz gegen die Räteherrschaft. Am 23. März 1923 zog er nach Bad Kissingen um und heiratete dort drei Tage später, am 26. März 1923, Irma Bretzfelder (* 21. Oktober 1895 in Bad Kissingen; † wohl im Oktober 1944 im KZ Auschwitz), die Tochter des jüdischen Stadtrats Nathan Bretzfelder, Inhaber des Kurheims „Villa Holländer“ in der Bismarckstraße 12a (heute Nr. 32), und der Klara Goldstein. Seitdem wohnte und praktizierte er als praktischer Arzt und Badearzt im Haus seiner Schwiegereltern. Das Ehepaar blieb kinderlos.
Ab 1927 war er, als einer von vier jüdischen Ärzten in Bad Kissingen, auch als Kassenarzt zugelassen, was damals in Zeiten des Ärzteüberschusses eine Besonderheit war. Später verlegte er Praxis und Wohnsitz in die heutige Kurhausstraße. Seine fachliche Qualifikation bescherte ihm hohe Patientenzahlen und machte ihn wohlhabend.
In Bad Kissingen war Sally Mayer Vorstandsmitglied im Reichsbund jüdischer Frontsoldaten und – wie viele andere Juden auch – von 1926 bis 1928 Mitglied der liberalen Deutschen Demokratischen Partei (DDP), die die republikanische Staatsform unterstützte. 1931 veröffentlichte er sein wissenschaftliches Werk „Paracelsus, der Badearzt und die Balneologie seiner Zeit“.
Trotz der amtlichen „Verordnung über die Zulassung von Ärzten zur Tätigkeit bei den Krankenkassen“ vom 22. April 1933, die einem Berufsverbot für jüdische Ärzte gleichkam, erhielt Mayer als verdienter Frontkämpfer des Ersten Weltkriegs noch eine Ausnahmegenehmigung. Allerdings begannen auch in Bad Kissingen die gegen Juden gerichteten Ausschreitungen und am Abend des 15. Januar 1935 wurde von der Straße aus zweimal ins Wohnzimmer des Hauses Bretzfelder/Mayer geschossen. Nach Inkrafttreten der „Nürnberger Gesetze“ im September 1935 nahmen die Diskriminierungen weiter zu, Mayers Patientenstamm verringerte sich und seine Einnahmen gingen zurück, jedoch praktizierte er unter diesen erschwerten Bedingungen weiter. Erst mit der „Vierten Verordnung zum Reichsbürgergesetz“ vom 25. Juli 1938 erlosch seine Approbation mit Wirkung zum 30. September desselben Jahres, weshalb er – jetzt fast 50 Jahre alt – nur noch als sogenannter „Krankenbehandler“ ausschließlich für jüdische Patienten in Bad Kissingen und Umgebung tätig sein durfte. Ab 26. Oktober 1938 wohnte er mit Ehefrau und Schwiegereltern in der Adolf-Hitler-Straße 12, der heutigen Kurhausstraße.
In der Pogromnacht des 9. November 1938 gehörte er zu jenen 28 Bad Kissinger Juden, die in „Schutzhaft“ genommen wurden. Zunächst wurde er nach Würzburg, später ins KZ Dachau verbracht. Noch in Würzburg hatte er sich am 14. November 1938 im Gestapo-Verhör verpflichten müssen, schnellstmöglich in die USA auszuwandern. Bis dahin wollte er die Leitung eines israelitischen Altersheimes in Frankfurt am Main übernehmen. Erst vier Wochen später, am 10. Dezember 1938, wurde Sally Mayer wie alle Inhaber des Frontkämpferkreuzes aufgrund eines Göring-Erlasses aus dem KZ Dachau entlassen. Ihm wurde zur Auflage gemacht, bis zu seiner Auswanderung, die jüdischen Kranken in und um Bad Kissingen zu betreuen. Doch Mayers Bemühungen um Emigration zu einem Vetter in den USA blieben ohne Erfolg: Die im Februar 1939 beantragten Reisepässe für sich und seine Ehefrau blieben aus.
Am 15. März 1939 trat Sally Mayer – nach seinem Ende Februar gestellten Antrag bei der Gestapo – als „Krankenbehandler“ in Würzburg die Nachfolge von Bernhard Gutmann an und übernahm im Stadtteil Frauenland die Leitung des Kranken- und Altersheimes der Israelitischen Kranken- und Pfründnerhausstiftung in der Dürerstraße 20. Er wohnte gleich nebenan im Haus Konradstraße 7, vor dessen Eingang heute ein Stolperstein zu seinem Andenken liegt. Mayers restliches Vermögen wurde „arisiert“. Als 1941 die Transporte in die Konzentrationslager begannen, gehörte auch deren ärztliche und emotionale Betreuung am Würzburger Bahnhof und an der Deportationssammelstelle für die Juden aus Mainfranken zu Mayers Aufgaben.
Am 23. September 1942 begleiteten er und Ehefrau Irma – nach eigenem „Antrag auf Verlegung des Wohnsitzes“ – seine verbliebene Gruppe meist alter und hilfloser Patienten ins Ghetto Theresienstadt. Im Wissen um seine bevorstehende Deportation ersuchte er noch eine Woche zuvor die amtlichen Stellen um eine Erweiterung der Gepäckvorschrift, um seine medizinische Ausrüstung nach Theresienstadt mitnehmen und im Ghetto seine ärztliche Tätigkeit fortsetzen zu können. Doch seine vollständige Ausrüstung und sein verbliebenes Vermögen wurden beschlagnahmt. Ungeachtet dessen war Sally Mayer im Ghetto Theresienstadt ärztlich tätig und wurde von seiner Ehefrau Irma als Krankenschwester unterstützt.
Nach zweijährigem Aufenthalt wurden Sally und Irma Mayer am 19. Oktober 1944 ins Vernichtungslager Auschwitz-Birkenau deportiert, wo beide zu Tode kamen – er im Alter von 55 Jahren, sie als 49-Jährige. Dr. Sally Mayer und seine Frau gelten amtlich als „verschollen in Auschwitz“.
Am 22. September 2010 wurden von Gunter Demnig, Initiator der internationalen Aktion „Stolpersteine“, in Bad Kissingen vor dem Wohnhaus in der Kurhausstraße 12 zur Erinnerung an das Ehepaar Sally und Irma Mayer zwei Stolpersteine verlegt.

## Veröffentlichungen
- Weitere Beiträge zum Studium über Heugärung. Verlag Staudenraus, Würzburg 1914 (= medizinische Dissertation).
- Paracelsus, der Badearzt und die Balneologie seiner Zeit. Verlag Levin, Bad Kissingen 1931.